# Овсище (Псков)
О́всище — пригородный микрорайон в черте города Пскова, на западной окраине Запсковья. С центром города связан автобусными маршрутами № 1, 16, 21 22, 25, 118, а также маршрутными такси № 51, 55 и 308.
Бывший посёлок Овсище был включён в городскую черту Указом Президиума Верховного Совета РСФСР от 13 января 1976 года. В том же году через него были проложены магистральные дороги: улица Ижорского батальона (соединяющая Снятную Гору с центральным Запсковьем (через улицу Леона Поземского) и улица Чудская (соединяющаяся c Завеличьем через мост Александра Невского). На территории Овсища также был построен завод «Тиконд» — ранее филиал Псковского радиозавода — ныне складская зона.
Село Овсище впервые упоминается в Псковской летописи под 1585 годом.
Одна из основных улиц микрорайона — улица Ижорского батальона — названа в честь 72 пулемётно-артиллерийского батальона, сформированного в августе 1941 года из ополченцев-рабочих Ижорского завода под Ленинградом и принимавшего участие в освобождении Псковщины летом 1944 года.
Одной из достопримечательностей микрорайона Овсище является стоящий на берегу храм Петра и Павла «на брезе» (бывшего Сироткина монастыря) (XVI в.) с кладбищем. 
В честь этого храма назван возведенный рядом коттеджный посёлок «Петропавловский». 
В Овсище расположен Псковский наркологический диспансер (ул. Чудская, д. 4).
Среди прочих достопримечательностей — ежегодно плодоносящее грушевое дерево возрастом около 170 лет. Кроме того, по территории Овсища протекает Чёртов ручей, впервые упомянутый в связи с осадой Пскова в 1615 году шведскими войсками во главе с Густавом Адольфом, который устроил на ручье королевскую ставку и главный военный лагерь – «Дерновой город».